# 메나에
메나에는 달이 차고 저무는 형태를 나타내는 여신들이다. 그들은 달의 여신 셀레네와 엔디미온의 딸들이다. 그들은 네메아(그믐달), 판데이아(하현달), 메소메네(상현달), 메니스코스(초승달), 그리고 메네(보름달) 등을 포함한다. 또한, 그들은 그리스인들이 시간을 측정하기 위해 사용한 50 태음월을 주재했다.

## 같이 보기
- 인도유럽조어

## 참고
- Atsma, Aaron (2006년 11월 19일). “Menai”. 《The Theoi Project: Guide to Greek Mythology》.
- Atsma, Aaron (2006년 11월 19일). “Nemea”. 《The Theoi Project: Guide to Greek Mythology》.
- Atsma, Aaron (2006년 11월 19일). “Selene”. 《The Theoi Project: Guide to Greek Mythology》.
- Smith, William (2006년 11월 19일) [1870]. 《그리스 로마 전기와 신화 사전》. Boston: C. Little, and J. Brown. 1035쪽. 1-84511-002-1. 2009년 12월 18일에 원본 문서에서 보존된 문서. 2010년 2월 18일에 확인함.